# 青山幸正
青山 幸正（あおやま ゆきまさ）は、江戸時代前期の旗本・寄合。

## 生涯
元和6年（1620年）、譜代大名青山幸成の三男として誕生した。父・幸成は寛永20年（1643年）に死去する前に次男・幸通、三男・幸正、四男・幸高にそれぞれ3000石、2000石、1000石を分与して青山三分家を創設し、2月16日に死去した。
家督を継いだ長男・幸利は遺言を守り、弟に領地を分与した。幸正は、摂津菟原・武庫・川辺郡内2,000石を分知され、別家を創設した。
貞享3年（1686年）、死去。家督は子の幸豊が継いだ。

## 系譜
- 父：青山幸成（1586年 - 1643年）
- 母：不詳
- 室：大炊御門経孝娘
  - 男子：青山幸豊
- 生母不明の子女
  - 女子：宮崎重清室